# 溝子墘 (屏東縣)
溝子墘，原寫為溝仔墘，是台灣屏東縣竹田鄉的一個傳統地域名稱，位於該鄉西部至南部中央地帶。相較於今日行政區，其範圍大致包括六巷村不含西北部及東北端及東部邊界地帶中南側一小段、大湖村東大半部不含東部邊界地帶中段、西勢村西部凸出部分的南側邊界地帶偏東一小段、南勢村西北部凸出部分的西部邊界地帶中段、頭崙村西端、履豐村西端、泗洲村東北半部不含東北端，萬丹鄉的竹林村東南部邊界地帶，以及潮州鎮的五魁里北部凸出部分的西北部。
本地區境內主要聚落為溝仔墘、渡船頭、大湖仔、貓網、北勢仔、六巷，設有大明國小。

## 歷史
台灣日治初期，溝子墘地區為一街庄（舊制街庄），稱為「溝仔墘庄」，隸屬於港西下里。該庄昔日輪廓南北狹長，北邊及東邊北段與西勢庄為鄰，東邊其餘部分與南勢庄、頓物庄為鄰，東南邊一小段與五魁藔庄為鄰，南邊及西邊南段為鳳山厝庄，西邊中至北段隔隘藔溪分流（今麟洛溪）與頂林仔庄為界。
1901年（日治明治三十四年）11月11日，全台廢縣廳改設二十廳，該庄隸屬於阿猴廳。1904年（明治三十七年）4月15日，該庄編入「鳳山厝區」，隸屬於阿猴廳。1905年（明治三十八年）4月1日，阿猴廳改稱「阿緱廳」。1909年（明治四十二年）10月25日，全台合併二十廳為十二廳，鳳山厝區仍隸屬於阿緱廳。1920年（大正九年）10月1日，全台地方制度大改正，廢十二廳改設五州二廳，該庄改制並雅化為「溝子墘」大字，隸屬於高雄州潮州郡竹田庄（新制街庄）。
戰後竹田庄改制為竹田鄉，隸屬於高雄縣，大字亦改制為村。1950年（民國39年）10月1日，高、屏分治，竹田鄉改隸屬於屏東縣。
相較於今日行政區，本地區的範圍大致包括六巷村不含西北部及東北端及東部邊界地帶中南側一小段、大湖村東大半部不含東部邊界地帶中段、西勢村西部凸出部分的南側邊界地帶偏東一小段、南勢村西北部凸出部分的西部邊界地帶中段、頭崙村西端、履豐村西端、泗洲村東北半部不含東北端，萬丹鄉的竹林村東南部邊界地帶，以及潮州鎮的五魁里北部凸出部分的西北部。

## 聚落
該地區發展較早的聚落有溝仔墘、渡船頭、大湖仔、貓網、北勢仔、橋頭（已消失）、六巷等，在日治期初期的官方地圖上已有記載。

## 交通
國道3號又稱「福爾摩沙高速公路」，是貫穿台灣西部的兩條縱向高速公路之一，經過本地區東部邊界地帶，並在境內南部的省道台88線交會處設有竹田系統交流道，多利用該省道在鄉道屏85線交會處的竹田端進出；北側最近的交流道為省道台1線交會處的麟洛交流道。由此等可快速前往國道3號沿線各地。
省道台88線是「東西向快速公路－高雄潮州線」，經過本地區南端，並在國道3號交會處設有竹田系統交流道，多利用該省道在鄉道屏85線交會處的竹田端進出。由此可快速前往台88線沿線各地，或銜接國道3號、國道1號。
縣道187甲線是龍泉至下蚶堤防的道路，經過本地區中北部。由該道路東北行可前往竹田鄉/內埔鄉交界地帶、內埔鄉，並止於老埤地區的縣道187號路口；西南行可前往萬丹鄉，並止於下蚶地區的縣道189甲線路口。
縣道188號是五甲至竹田的道路，主要為省道台88線的平面側車道，其東側端點（終點）位於本地區西南部邊界地帶的縣道189號路口。由此向西蜿蜒而行，可前往萬丹鄉、高雄市大寮區、鳳山區南部，並止於市道183號路口。
縣道189號是屏東機場至林邊的道路，經過本地區南部邊界地帶。由該道路北行可前往萬丹鄉、屏東市西部、屏東市/九如鄉邊界地帶，並止於屏東機場北側的省道台3線路口；南行可前往潮州鎮、新埤鄉、林邊鄉，並止於林邊市區的省道台17線路口。
鄉道屏56線是後庄仔至渡船頭的道路，其東側端點（終點）位於本地區西南部邊界地帶的縣道189號暨鄉道屏82線起點路口。
鄉道屏81線是西勢至鳳明農場的道路，經過本地區的六巷、北勢仔、大湖仔等聚落。
鄉道屏81-2線是西勢至崙仔的道路，其北側端點（起點）位於本地區東北角的鄉道屏81線路口，由此向南南東會經過本地區東部中央偏北凸出部分。
鄉道屏81-3線是北勢至六份庄的道路，全線位於本地區境內。其北側端點（起點）位於本地區東部中央地帶的鄉道屏81線路口，南側端點（終點）位於本地區南部邊界地帶的縣道189號路口，途中會經過本地區的渡船頭、溝仔墘等聚落。該道路在本地區有部分路段與鄉道屏82線共線。
鄉道屏82線是溝仔墘至竹田的道路，其西側端點（起點）位於本地區西南部邊界地帶的縣道189號暨鄉道屏56線終點路口，由此向東北會經過本地區的溝仔墘聚落。該道路在本地區有部分路段與鄉道屏81-3線共線。

## 學校
- 大明國小

## 公務機關
- 屏東縣政府警察局潮州分局泗洲派出所